# Even the Stars Look Lonesome
Even the Stars Look Lonesome é o segundo livro de ensaio da escritora e poetisa afro-americana Maya Angelou lançado em 1997. A obra foi publicada durante o longo período entre sua quinta e sexta autobiografias, All God's Children Need Traveling Shoes (1986) e A Song Flung Up to Heaven (2002). Stars, assim como seu primeiro livro de ensaios, Wouldn't Take Nothing for My Journey Now (1993), foi intitulado como um dos "livros de sabedoria" da autora. Na época de seu lançamento, ela era muito respeitada e popular como escritora e poeta. Foi discutido uma ampla gama de tópicos nos vinte ensaios pessoais curtos do livro, incluindo a África, o envelhecimento e as concepções errôneas dos jovens sobre ela, sexo e sensualidade, autorreflexão, independência e violência. A maioria dos ensaios é autobiográfico, e já havia aparecido em outras edições da autora. Este ensaio defende o juiz da Suprema Corte dos Estados Unidos, Clarence Thomas, além do apoio a sua amiga Oprah Winfrey.
Stars foi um best-seller imediato, levando a editora Random House a aumentar sua primeira impressão de 350 mil cópias para 375 mil, mesmo antes de Angelou começar sua turnê nacional do livro para promovê-lo. Assim como seus trabalhos anteriores, o livro recebeu críticas geralmente positivas. Um audiolivro, com leitura da própria autora, foi gravado em 2001.

## Antecedentes

Maya Angelou, recitando seu poema, "On the Pulse of Morning", na posse do presidente Bill Clinton em 1993

Even the Stars Look Lonesome é o segundo livro de ensaios de Maya Angelou. Stars, junto com seu primeiro livro de ensaios, Wouldn't Take Nothing for My Journey Now (1993), é um dos volumes que o escritor Hilton Als chamou de "livros de sabedoria" e "homilias unidas com textos autobiográficos", publicado durante o longo período entre sua quinta e sexta autobiografias, All God's Children Need Traveling Shoes (1986) e A Song Flung Up to Heaven (2002). Foram publicados vários volumes de poesia, incluindo Just Give Me a Cool Drink of Water 'fore I Diiie (1971), que foi indicado ao Prêmio Pulitzer.  Ela recitou seu poema On the Pulse of Morning na posse do presidente Bill Clinton em 1993,  tornando-a a primeira poetisa a fazer uma recitação inaugural desde Robert Frost na posse de John F. Kennedy em 1961.  Em 1997, quando Stars foi lançado, The Heart of a Woman (1981), o quarto capítulo de sua série de autobiografias da autora, foi escolhido como uma seleção do Oprah's Book Club, ajudando-a se tornar um best-seller e aumentando sua tiragem total para mais de um milhão de cópias, dezesseis anos após sua publicação.  Também em 1997, estava prestes a realizar seu objetivo de longa data: tornar-se a primeira mulher afro-americana a dirigir um grande filme, Down in the Delta.
Na época em que Stars foi publicado, Angelou havia se tornado reconhecida e altamente respeitada como porta-voz de negros e mulheres. A acadêmica Joanne Braxton foi enfática ao alegar que, "sem dúvida (...) A autobiógrafa negra mais visível da América". O crítico Richard Long, por sua vez, definiu a autora como "uma grande voz autobiográfica da época".  Ela foi uma das primeiras escritoras afro-americanas a discutir publicamente sua vida pessoal e uma das primeiras a se colocar como a personagem central em seus livros. A escritora Julian Mayfield, que intitulou sua primeira autobiografia I Know Why the Caged Bird Sings de "uma obra de arte que escapa à descrição", afirmou que estes volumes criaram um precedente não apenas para outras escritoras negras, mas para o gênero de autobiografia como um todo.

## Descrição geral

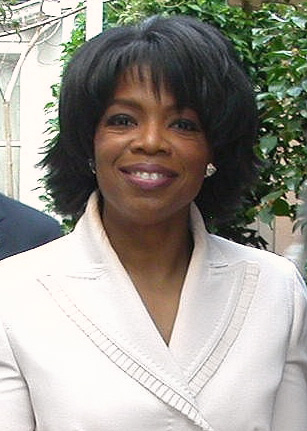
A amiga de Angelou, Oprah Winfrey (foto de 2004), tema de um dos ensaios em Stars

Even the Stars Look Lonesome é uma coleção de 20 ensaios pessoais curtos, a maioria dos quais autobiográficos. Todos menos um ensaio, "Aqueles que realmente sabem, ensinam", apareceram anteriormente em outras publicações. O livro é dedicado às "crianças que atingirão a maturidade no século XXI" e lista mais de 35 delas que ela conheceu, encarregando-as de "tornar este mundo perfeito".
Angelou discute uma ampla gama de temáticas em Stars, incluindo África, envelhecimento e as concepções errôneas dos jovens sobre ela, sexo e sensualidade, autorreflexão, independência e violência. É abordado seu início de carreira como artista de boate. Também escreve sobre a arte africana e "a importância de entender tanto a verdade histórica da experiência afro-americana quanto a arte que a verdade inspirou". Além disso, saúda as mulheres negras, chamando-as de "todas joias preciosas", e traça o perfil de sua amiga Oprah Winfrey, que ela compara ao "viajante desesperado que nos ensina a lição mais profunda e nos oferece as habilidades mais requintadas". A autora defende seu controverso apoio a Clarence Thomas como juiz da Suprema Corte em um de seus ensaios. Em seu ensaio final do livro, foi utilizada a história do filho pródigo para enfatizar o valor da solidão: "No silêncio, ouvimos a nós mesmos. Então fazemos perguntas a nós mesmos. Nós nos descrevemos para nós mesmos e podemos até ouvir a voz de Deus."

## Desempenho comercial e recepção

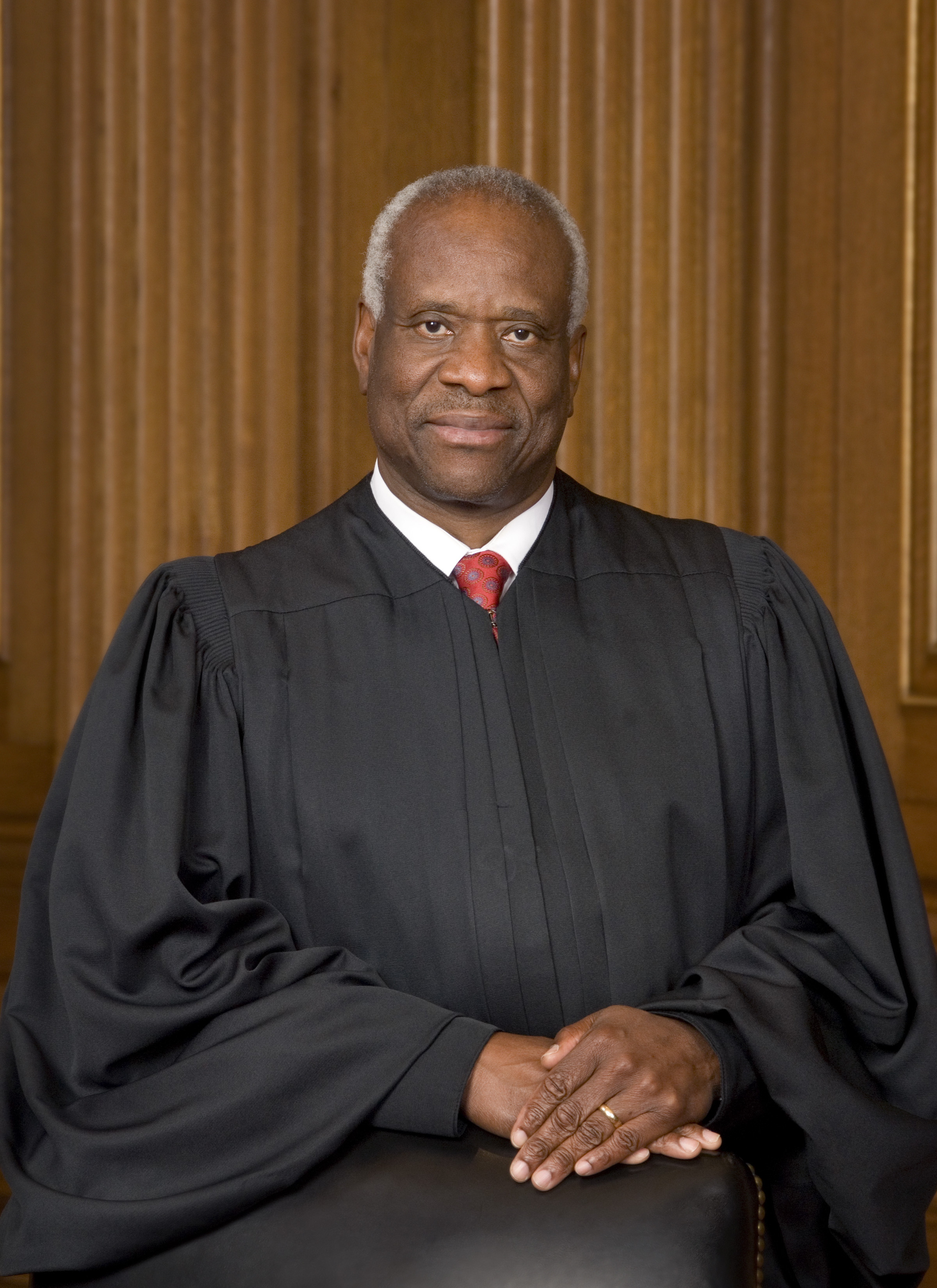
Angelou defende seu controverso apoio a Clarence Thomas em Stars

Even the Stars Look Lonesome foi um best-seller imediato, levando a editora Random House a aumentar sua primeira impressão de 350 mil para 375 mil cópias, mesmo antes de Angelou começar sua turnê nacional para promovê-lo. Um audiolivro, com leitura da própria autora, foi lançado em 2001.
Assim como a edição anterior do ensaio, Wouldn't Take Nothing for My Journey Now, este livro recebeu críticas positivas. Ann Burns, do Library Journal, recomendou o livro e chamou seu primeiro ensaio, sobre o fim do casamento da escritora com Paul du Feu, de "um vencedor". Burns também afirmou: "Sua visão sobre o envelhecimento é absolutamente divertida; seu tributo à sensualidade, esclarecedor; e sua saudação às mulheres negras, um tesouro". Megan Harlan, da Entertainment Weekly, observou a "facilidade de Angelou com a cultura intelectual e mediana", como evidenciado em sua discussão sobre poesia e Winfrey, e elogiou como a autora "equilibra linguagem elevada com sagacidade profundamente autoconsciente", mas achou o primeiro ensaio incompleto. Os revisores que escreveram para a Publishers Weekly acharam Stars "mais restrito em escopo" do que Journey, mas acharam que seu orgulho racial em Stars era mais forte e atraente. Eles também afirmaram: "(...) Todas as suas opiniões estão profundamente enraizadas e a maioria é transmitida com uma combinação de humildade, inteligência pessoal e perspicácia".